# Silvio Pietroboni
Silvio Pietroboni (9. květen 1904, Milán, Italské království – 18. únor 1987, Itálie) byl italský fotbalový obránce i záložník.
Celou svou fotbalovou kariéru zažil v Interu. Odehrál za ní jedenáct sezon a byl u titulu v sezoně 1929/30.
Za reprezentaci odehrál 11 utkání. Stal se bronzovým medailistou na OH 1928 a také byl u vítězného turnaje MP 1927-1930. Fotbalovou kariéru musel ukončit po těžkém zranění v roce 1932.

## Hráčská statistika
| Sezóna  | Klub             | Liga      | Liga   | Liga | Ligové poháry | Ligové poháry | Ligové poháry | Kontinentální poháry | Kontinentální poháry | Kontinentální poháry | Celkem | Celkem |
| Sezóna  | Klub             | Soutěž    | Zápasy | Góly | Soutěž        | Zápasy        | Góly          | Soutěž               | Zápasy               | Góly                 | Zápasy | Góly   |
| ------- | ---------------- | --------- | ------ | ---- | ------------- | ------------- | ------------- | -------------------- | -------------------- | -------------------- | ------ | ------ |
| 1921/22 | Inter            | 1. Divize | 21     | 3    | -             | 0             | 0             | -                    | 0                    | 0                    | 21     | 3      |
| 1922/23 | Inter            | 1. Divize | 18     | 0    | -             | 0             | 0             | -                    | 0                    | 0                    | 18     | 0      |
| 1923/24 | Inter            | 1. Divize | 21     | 0    | -             | 0             | 0             | -                    | 0                    | 0                    | 21     | 0      |
| 1924/25 | Inter            | 1. Divize | 12     | 0    | -             | 0             | 0             | -                    | 0                    | 0                    | 12     | 0      |
| 1925/26 | Inter            | 1. Divize | 20     | 2    | -             | 0             | 0             | -                    | 0                    | 0                    | 20     | 2      |
| 1926/27 | Inter            | 1. Divize | 22     | 0    | IP            | ?             | ?             | -                    | 0                    | 0                    | 22+    | 0+     |
| 1927/28 | Inter            | 1. Divize | 32     | 1    | -             | 0             | 0             | -                    | 0                    | 0                    | 32     | 1      |
| 1928/29 | Ambrosiana-Inter | 1. Divize | 25     | 2    | -             | 0             | 0             | -                    | 0                    | 0                    | 25     | 2      |
| 1929/30 | Ambrosiana-Inter | Serie A   | 1      | 0    | -             | 0             | 0             | -                    | 0                    | 0                    | 1      | 0      |
| 1930/31 | Ambrosiana-Inter | Serie A   | 21     | 0    | -             | 0             | 0             | Stř.P                | ?                    | ?                    | 21+    | 0+     |
| 1931/32 | Ambrosiana-Inter | Serie A   | 1      | 0    | -             | 0             | 0             | -                    | 0                    | 0                    | 1      | 0      |
| Celkem  | Celkem           | Celkem    | 194    | 8    | -             | ?             | ?             | -                    | ?                    | ?                    | 194+   | 8+     |

## Hráčské úspěchy

### Klubové
- 1× vítěz italské ligy (1929/30)

### Reprezentační
- 1x na MP (1927-1930 - zlato)
- 1x na OH (1928 - bronz)